# NGC 5158
NGC 5158 је спирална галаксија у сазвежђу Береникина коса која се налази на NGC листи објеката дубоког неба.
Деклинација објекта је + 17° 46' 44" а ректасцензија 13h 27m 46,9s. Привидна величина (магнитуда) објекта NGC 5158 износи 12,9 а фотографска магнитуда 13,7. NGC 5158 је још познат и под ознакама UGC 8459, MCG 3-34-38, CGCG 101-54, IRAS 13253+1802, PGC 47180.